# Cryptocarya erythroxylon
Cryptocarya erythroxylon är en lagerväxtart som beskrevs av Maiden & Betche. Cryptocarya erythroxylon ingår i släktet Cryptocarya och familjen lagerväxter. Inga underarter finns listade i Catalogue of Life.